# Joakim Rakovac
Joakim Rakovac (Rakovci, Istria, 14 de noviembre de 1914-Istria, 18 de enero de 1945) fue un héroe nacional, partidista y antifascista de Istria de Yugoslavia. Las circunstancias de su muerte y la identidad de sus asesinos son muy debatidas, y muchos creen que fue asesinado por los partisanos yugoslavos.

## Biografía

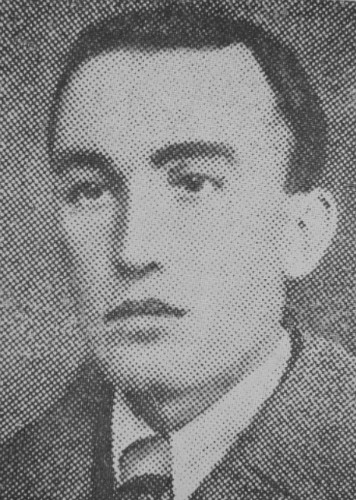
Joakim Rakovac

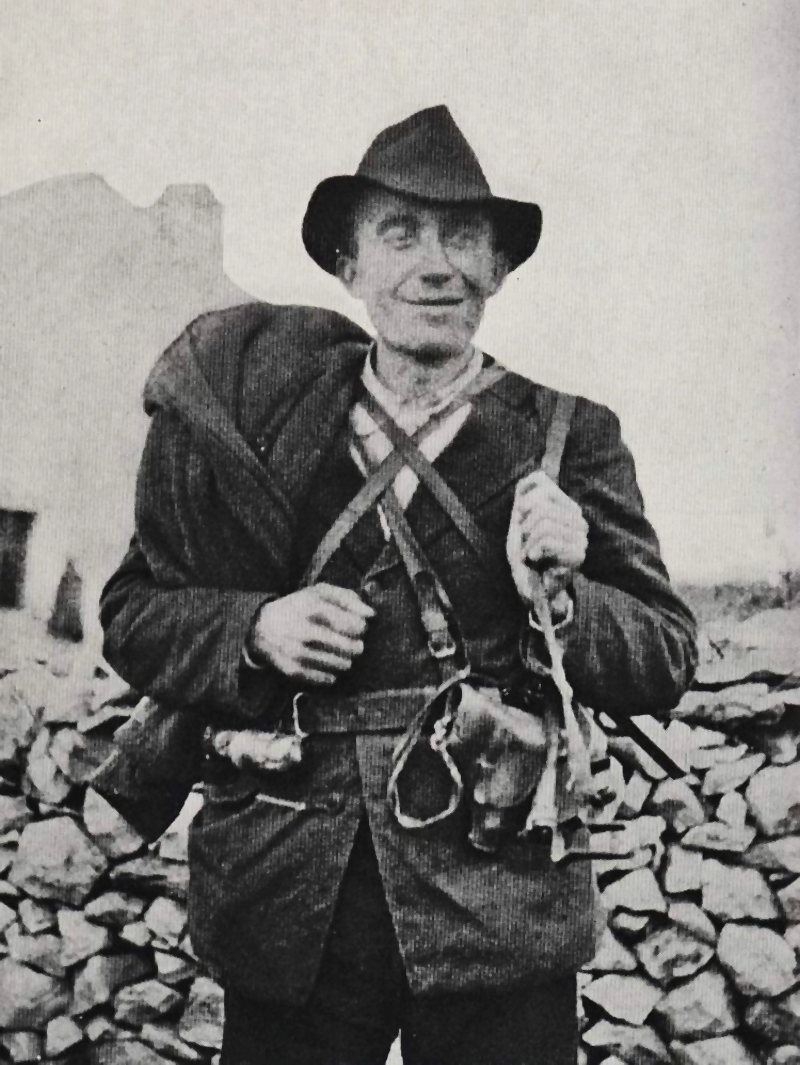
Los contemporáneos recordaron a Joakim Rakovac con sombrero; Las representaciones artísticas posteriores lo vistieron con una titovka, para acercarlo al típico partisano yugoslavo y acercarlo a la cultura yugoslava dominante.

Joakim Rakovac nació en el pueblo de Rakovci (Rahovci) a unos diez kilómetros de Poreč. Terminó la escuela primaria italiana, pero a instancias de sus padres, también leyó libros en el idioma croata prohibido. Su padre Iván fue golpeado por los fascistas en múltiples ocasiones y encarcelado por las autoridades italianas; finalmente murió en el campo de concentración nazi de Dachau. En el momento del comienzo de la Segunda Guerra Mundial y la invasión de Yugoslavia, se había convertido en miembro del ejército italiano, pero se lo consideraba "políticamente sospechoso". Ya en 1942 regresó a Istria. Algunas fuentes dicen que desertó del ejército italiano, otras que fue depuesto.
Al regresar a Istria, conoció el antifascismo y comenzó a asociarse con el movimiento antifascista croata, estableciendo una estrecha cooperación con el populista Jože Šuran, que ya estaba en contacto con partisanos de otras partes de Croacia. Formó parte de un grupo de 18 personas que, siguiendo las órdenes de Jože Šuran, se reunieron el 15 de diciembre de 1942 en Poreč (cerca de un estanque en el pueblo de Rapavel). Estuvo presente el activista comunista Ante Drndić Stip, quien fue enviado por el Partido Comunista de Croaciapara organizar un movimiento partidista en Istria. A finales de 1942, reunió a treinta personas en su casa del pueblo de Rakovci y discutió con ellas la posibilidad de luchar contra el fascismo; posteriormente estableció el comité de liberación nacional (NOC) en ese mismo lugar.
En el verano de 1943, dirigió un primer gran grupo de istrianos hacia Gorski Kotar para unirse a los partisanos. En agosto de 1943, se convirtió en presidente del NOC de Istria. Tras la capitulación de Italia el 8 de septiembre de 1943, participó en el desarme de las guarniciones de Cerovlje y Borut.. La noticia de la capitulación le llegó mientras conducía a un gran grupo de voluntarios a los partisanos en Gorski Kotar. Luego participó en la liberación de Pazin, y el 14 de septiembre entró en Poreč con un pequeño grupo de partisanos, pero sin embargo logró tomar el poder. Como presidente del Comité Provincial de Liberación Popular de Istria, participó en las históricas decisiones de Pazin por las que Istria se separó de Italia y se unió con la Croacia yugoslava.
Después de la ocupación alemana de Istria, trabajó incansablemente en el campo, visitando pueblos de Istria, alentando a la gente a rebelarse y organizando voluntarios antifascistas, todo con el objetivo de liberar Istria. No se informa que predicara la ideología comunista, aunque se informa unánimemente que se afilió al Partido Comunista y que era miembro de la dirección del partido por Istria.
En la segunda edición del Glas Istre de septiembre de 1943, se publicó el primer artículo de periódico escrito por Joakim Rakovac. El artículo para la prensa partidista se escribió en julio de 1943, antes del levantamiento de septiembre en Istria, cuando Rakovac conducía a unos cien voluntarios de Istria a los partisanos en Gorski Kotar. El artículo (ciertamente con mucho trabajo editorial; Rakovac solo fue a la escuela de italiano y nunca antes había tenido la oportunidad de escribir en croata), publicado bajo el título " Sretni i ponosni pošli smo u našu vojsku " ( Happy and Proud Went to Our Army ), describe la preparación para unirse a los partisanos; el texto muestra las circunstancias en las que se movió Rakovac:
Tog dana žene su marljivo pripremale hranu i robu za put a ljudi su obustavili svaki posao koji nije bio u vezi s mobilizacijom. Oni koji su radili u ugljenokopu napustili su rad. Seljaci su objesili svoje kose, kosire i motike. Svuda su odjekivale borbene pjesme. Trebalo je vidjeti silno oduševljenje i radost, koja se na licima sviju čitala. U nekim selima nije bilo ni čovjeka, ni žene, ni odraslog djeteta, koje nije znalo za pripreme i odlazak u NOV. Na sam dan odlaska bilo je već sve spremno. Postavljene su straže po svim putovima, gdje je bilo opasno, da bi provalili banditi i pomrsili naš plan. Posjedali smo na travu oko punih zdjela, koje su za svoje borce donijele njihove drugarice. Uprtismo ruksake i rastadosmo se. Stariji i mlađi drugovi, koji su još ostali, klicali su nam i obećavali da će doskora i oni za nama. Otrgnuvši se iz zagrljaja majki i žena, krenuli smo odlučnim korakom. Kudgod smo prolazili, ljudi su nas toplo pozdravljali i nudili jelom, pićem i voćem. A sada već u slobodi, odmarajući se u gustoj jelovoj šumi, sjećamo se rastanka i suznih očiju majki, sestara i žena, koje smo tamo, kraj mora ostavili. Ali, mi im sada dovikujemo: »Ne plačite, ne plačite za nama! Mi smo otišli putem časne borbe. Mi smo se odazvali pozivu druga Tita. Ne oplakujte istarske žene i majke sretne vojnike, koji će se vratiti preko Učke, goneći ispred sebe crni fašistički mrak i donoseći toplo sunce slobode! Oplakujte radije one jadnike, koji su otišli u fašističku Italiju da ginu za naše najveće neprijatelje. Oplakujte i one koji još čekaju, i koje neprijatelj hvata i trpa u svoje kamione. Kažite vašim drugovima da ne kolebaju, neka ni časa ne čekaju, već neka idu za nama dok je još vrijeme. Upamtite, da se neće spasiti onaj koji želi u ovom najodlučnijem času ostati po strani. Stotine je takvih već propalo. Sloboda se ne kupuje na sajmu, a niti se ne daruje. Nju ćemo samo puškom i borbom postići.

(Ese día, las mujeres prepararon diligentemente alimentos y bienes para el viaje y los hombres suspendieron cualquier trabajo que no estuviera relacionado con la movilización. Los que trabajaban en la mina de carbón se mudaron. Los aldeanos colgaron sus cabellos, guadañas y azadas. Las canciones de batalla resonaban por todas partes. Era necesario ver el gran entusiasmo y alegría, que se podía leer en el rostro de todos. En algunos pueblos, no había ningún hombre, ni mujer, ni hijo adulto, que no supiera de los preparativos para unirse al NOV. El día de la partida todo estaba listo. Se instalaron guardias a lo largo de las carreteras, donde era peligroso, donde se necesitaba. Nos sentamos en la hierba alrededor de platos llenos, traídos para los combatientes por sus compañeros. Empacamos nuestras mochilas y nos despedimos. Compañeros mayores y más jóvenes, que se quedaron, nos animaron y prometieron que nos seguirían pronto. Rompiendo con el abrazo de madres y esposas, dimos un paso decisivo. Por donde pasamos, la gente nos saludaba calurosamente y nos ofrecía comida, bebida y fruta. Y ahora ya en libertad, descansando en el denso bosque de abetos, recordamos la despedida, y los ojos húmedos de madres, hermanas y novias, que dejamos allí, junto al mar. Pero ahora les estamos gritando: "¡No llores, no llores por nosotros!" Pasamos por una pelea honorable. Respondimos a la llamada del camarada Tito. ¡No llores por las mujeres de Istria y las madres de los felices soldados, que regresarán a través de Učka, persiguiendo la negra oscuridad fascista frente a ellas y trayendo el cálido sol de la libertad! Más bien llorar a esos pobres que fueron a la Italia fascista a morir por nuestros mayores enemigos. Llora por los que aún esperan, y a quienes el enemigo captura y carga en sus camiones. Dile a tus compañeros que no lo duden, no los dejes esperar, pero que nos sigan mientras aún hay tiempo. Recuerde, el que quiera hacerse a un lado en esta hora más decisiva no se salvará. Cientos de ellos ya han fallado. La libertad no se compra ni se dona. Solo lo lograremos con un rifle, y una pelea).
Como concejal, participó en la Tercera Sesión multipartidista de ZAVNOH en mayo de 1944.
Durante la reunión del NOC en la aldea de Korenići, sobre Limska draga, fueron emboscados por los alemanes y todos se vieron obligados a huir a su lado; Rakovac fue alcanzado por una bala dum-dum, pero logró escapar a un bosque cercano donde se desangró hasta morir. Fue encontrado al día siguiente, muerto en la nieve; al menos esta es la versión de los hechos que los compañeros de armas de Rakovac repitieron durante décadas en ocasiones oficiales. Otra versión del mismo hecho es que Rakovac fue asesinado por elementos del movimiento partidista, quienes, según las órdenes del KPJ en esos días, eliminaron sistemáticamente a los líderes del Movimiento Popular de Liberación que estaban demasiado "en el línea compartida " que se sintió especialmente entre los cuadros de Istria. Después del final de la guerra, el nuevo gobierno yugoslavo trató sangrientamente a los llamados "populistas" de Istria (como Mate Peteh, que fue brutalmente asesinado) y sacerdotes populares (por ejemplo, Kazimir Paić ). En esta purga, todo el personal partidista de Istria fue destituido y todos los líderes partidistas más destacados de Istria fueron destituidos. Muchos fueron sospechosos y abusados. Debido a todo esto, la identidad de los asesinos de Rakovac sigue siendo extremadamente sospechosa hasta el día de hoy.
Los restos de Joakim Rakovac se encuentran hoy en Poreč, bajo una estatua erigida en su honor en la plaza que lleva su nombre. Numerosas historias sobre varios temas están relacionadas con su muerte, desde el hecho de que alguien lo traicionó desde dentro de las filas de los partisanos, hasta el hecho de que los alemanes tenían un espía. Su incansable trabajo de hacer que la gente se rebele, su compromiso con la igualdad de croatas e italianos en Istria, su inmensa energía y dedicación al trabajo, hicieron de Joakim Rakovac una leyenda incluso durante su vida. Hoy en día, casi todos los pueblos de Istria (y Gorski kotar) tienen una calle o una plaza dedicada a él.